# تاکو ۱۴۹۱۷
سیارک ۱۴۹۱۷ (به انگلیسی: 14917 Taco، نامگذاری:1994AD11) چهارده هزار و نهصد و هفدهمین سیارک کشف شده‌است که در ۸ ژانویه ۱۹۹۴ کشف شد.
قدر مطلق سیارک برابر ۴۲.۶ است.